# قاسم القيسي
الشيخ قاسم بن أحمد بن خليل بن حمد القيسي  أحد علماء العراق وشغل منصب أمين الفتوى في بغداد، وكان والده هو الشيخ أحمد المعروف بالشيخ أحمد الفرضي، وسمي بذلك لأنه كان ملماً بعلم الفرائض أي علم المواريث، وأخوهُ الشيخ عبد الكريم القيسي من علماء بغداد لذا فإن قاسم القيسي كان من عائلة بغدادية عريقة محافظة واحتفظت بسمعتها العلمية والدينية.

## بداية حياته
ولد الشيخ سنة (1293هـ / 1876 م) في محلة الفضل من بغداد وظهرت عليهِ علامات الذكاء والنبوغ منذ حداثة سنهِ فأنتبه أبوهُ إلى ذلك فأخذ يثقفه ويرعاه رعاية خاصة فادخله في مدرسة أهلية فحفظ القرآن الكريم وهو صغير وبرع في العلوم الشرعية والكتابة وحسن الخط. ثم انتقل بعد ذلك إلى مدرسة أهلية أخرى يديرها الشيخ منيف أفندي في شارع الميدان في بغداد حيث تعلم فيها وأجاد اللغتين التركية والفارسية، وكان خلالها يدرس اللغة العربية وعلومها والشريعة الإسلامية وفروعها على يد علماء بغداد المشهورين وشيوخها المعروفين في المساجد الكبيرة.

## دراسته
وفي سنة (1303 هـ / 1885 م) تجرد لطلب العلم وتخصص بعلوم اللغة العربية كعلم الصرف والمنطق وعلم النحو والكلام والعلوم الشرعية كعلم التصوف على يد العلامة الشيخ عبد المحسن الطائي، ولما توسم فيه هذا الشيخ مستقبلا باهرا فتوجه إليه وحرص على رعايته.
وكان من شيوخهِ أعلام كبار منهم: العلامة عبد الوهاب النائب الذي شغل منصب رئيس محكمة التمييز الشرعي في العراق حيث درس على يدهِ علوم اللغة العربية والفقه وأصوله ومن شيوخه الذين لازمهم كثيرا علامة العصر غلام رسول الهندي حيث درس على يدهِ خلاصة الحساب والهندسة وعلم الهيئة وعلم الكلام وأجازهُ بإجازة خاصة في علم الحديث وعلومه. كما درس على يد العلامة الشيخ عبد السلام الشواف وأجازهُ بإجازة عامة وخاصة، وله إجازات أخرى من مشاهير المشايخ الآخرين في العلوم العقلية والنقلية.

## مناصبه
ولما أصبح الشيخ قاسم أهلا لان يكون مدرسا وواعظا ومرشدا ومفتيا تعين لأول مرة سنة 1900م في قضاء خانقين ثم نقل لقضاء الصويرة وفي سنة 1910م عين عضوا في مجلس المعارف في بغداد ثم عضوا في المجلس العلمي في وزارة الأوقاف ثم مدرسا لتدريس الولاية في بغداد ثم مدرسا في دار المعلمين وعين عضوا في مجلس التمييز الشرعي وأخيرا شغل منصب الإمامة والخطابة في الحضرة القادرية ثم مفتيا لبغداد ورئيسا لجمعية الهداية الإسلامية ومدرسا للعلوم الشرعية ومجيزا لها.

## وفاته
توفى الشيخ قاسم القيسي صباح يوم الأحد 23 محرم 1375هـ/ 11 أيلول 1955م، وكان لنبأ وفاتهِ ونعيهِ رنة حزن وأسى ليس في العراق فحسب بل في بلاد العرب وديار الإسلام لنشاطهِ وشهرته في الآفاق.
وكان يوم تشييع جثمانهِ يوما مشهودا في بغداد، حيث استفاقت العاصمة على خبر نعيهِ من محطة إذاعة بغداد التي توقفت عن بث برامجها واقتصرت على إذاعة القرآن الكريم، وتلقفت الجماهير النعش وأبت أن ينقل إلا على الأعناق مع شدة الحر وطول المسافة من بيتهِ في الأعظمية إلى مقبرة الحضرة القادرية في جانب الرصافة من بغداد.